# L'escola de la vida
L'escola de la vida (originalment en francès, L'école buissonnière) és una pel·lícula de comèdia dramàtica francesa del 2017 dirigida per Nicolas Vanier. S'ha doblat al català.

## Sinopsi
En Paul, un nen que viu en un orfenat d'un barri pobre del París del 1927, és adoptat per la Celestine, la minyona d'un aristòcrata, i el seu marit, un guardabosc treballador de la gran finca de Sologne, propietat del comte de La Fresnaye. Acostumat a la ciutat, el nen descobreix un món misteriós i inquietant ple de natura, estanys i conreus, on coneixerà altres persones com en Totoche, qui li farà descobrir tots els secrets del bosc.

## Repartiment
- Jean Scandel com a Paul[2]
- François Cluzet com a Totoche
- Éric Elmosnino com a Borel
- Valérie Karsenti com a Célestine

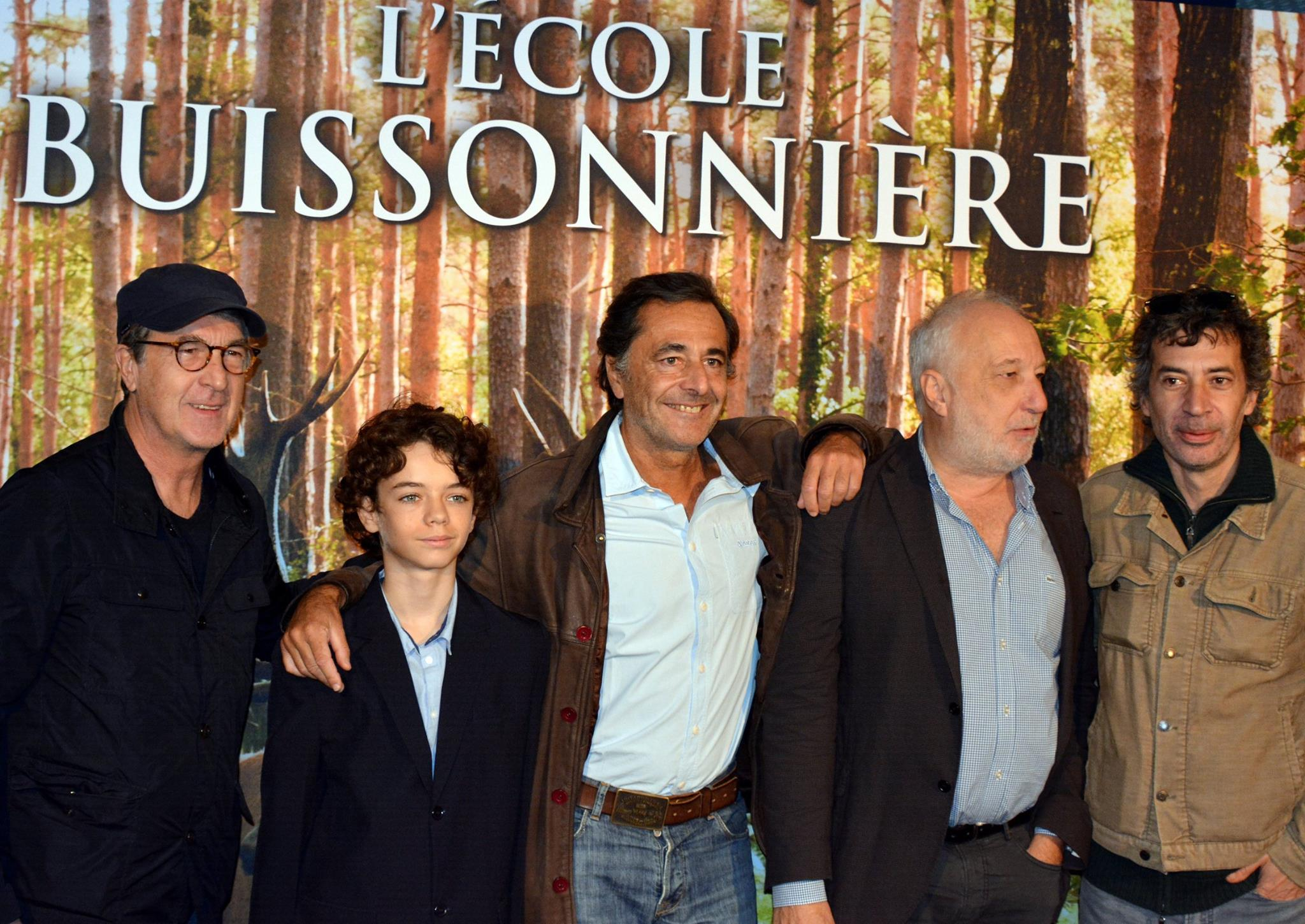
El director i els actors principals en una estrena, l'octubre de 2017.

- François Berléand com a comte de Fresnaye
- Urbain Cancelier com a Lucien

## Producció
El rodatge de la pel·lícula va començar el 19 de setembre de 2016 a Sologne, Chambord, Beaugency i La Ferté-Saint-Cyr i va acabar el 25 de novembre del mateix any.